# Venturi 400 GT
Venturi 400 GT是法國的Venturi車廠製造的超级跑車，基本上是由賽車修改而來的。頂級版本使用的PRV引擎裝置了雙渦輪增壓系統，最大增壓値為0.95bar，在6000rpm時提供408BHP的最大馬力，4500rpm時提供53公斤米的最大扭力。由於有賽車血統，所以在車上可以看到全車防滾籠，兩張桶型座椅，甚至是碳纖維煞車碟盤。不過就算如此，400GT的內裝包覆使用的皮革卻號稱有25m²。